# Granč-Petrovce
Granč-Petrovce (Hongaars: Garancspetróc) is een Slowaakse gemeente in de regio Prešov, en maakt deel uit van het district Levoča.
Granč-Petrovce telt 579 inwoners.